# آلومای دریاهای جنوب (فیلم ۱۹۴۱)
آلومای دریاهای جنوب (انگلیسی: Aloma of the South Seas) فیلمی در ژانر رمانتیک به کارگردانی آلفرد سانتل است که در سال ۱۹۴۱ منتشر شد. این فیلم، دوباره‌سازی فیلم آلومای دریاهای جنوب (۱۹۲۶) است.

## بازیگران
- دوروتی لامور
- جاون هال
- فیلیپ رید
- کاترین دومیل
- نوبل جانسون
- استر داله
- اسکاتی بکت